# Natriumorthovanadat
Natriumorthovanadat ist eine anorganische chemische Verbindung des Natriums aus der Gruppe der Vanadate und ist neben Natriummetavanadat und Natriumpyrovanadat eines der bekannten Natriumvanadate.

## Gewinnung und Darstellung
Natriumorthovanadat kann durch Reaktion von Vanadium(V)-oxid mit einer Natriumcarbonatfreien Natriumhydroxidlösung gewonnen werden.
{\displaystyle \mathrm {V_{2}O_{5}+6\ NaOH\longrightarrow 2\ Na_{3}VO_{4}+3\ H_{2}O} }
Es kann auch durch Verschmelzen von Vanadiumpentoxid mit Natriumcarbonat dargestellt werden.

## Eigenschaften
Natriumorthovanadat ist ein weißer Feststoff, der löslich in Wasser ist. Er besitzt eine orthorhombische Kristallstruktur mit der Raumgruppe Pnmb (Raumgruppen-Nr. 53, Stellung 2). Die Hochtemperaturform hat eine kubische Kristallstruktur mit der Raumgruppe P213 (Raumgruppen-Nr. 198).

## Verwendung
Natriumorthovanadat wird zur Hemmung von Tyrosin-Phosphatasen, alkalischen Phosphatasen und ATPasen verwendet. Natriumorthovanadat wird in der Regel in Konzentrationen zwischen 0,1 und 1 mᴍ (mmol/ℓ) den Phosphatase-Inhibitorcocktailen zugesetzt.